# Port de Hambourg
 (juin 2022).
- Si vous ne connaissez pas le sujet, laissez ce bandeau (vous pouvez alors contacter les auteurs).
- Si vous supprimez le contenu mis en cause (vous pouvez préalablement contacter les auteurs),

argumentez précisément cette suppression dans la page de discussion
(un manque de référence n'est pas un argument ; une recherche réelle de référence doit avoir été effectuée, être formellement documentée).
Le port de Hambourg (Hafen Hamburg en allemand) est le plus grand port de commerce d'Allemagne et le troisième d'Europe après celui de Rotterdam (aux Pays-Bas) et celui d'Anvers (Belgique).
Situé au fond de l'estuaire de l'Elbe, à 144 kilomètres de la mer du Nord, au nord-est du northern range (rail nord européen qui est l'interface maritime principale de l'Europe, de la mer du Nord à la Manche), le port de Hambourg est notamment spécialisé dans le trafic conteneurs, domaine dans lequel il n'est surpassé en Europe que par le port de Rotterdam.

## Histoire
Né d'un petit fort bâti sur l'Alster par Charlemagne (vers 810), Hambourg devient un siège épiscopal, puis archiépiscopal. Dévastée par les Normands et les Obodrites, la ville devient cependant un centre commercial important. En 1188, Adolphe III, comte de Holstein, fit bâtir une ville portuaire neuve qui obtint de Frédéric Barberousse une charte et des privilèges de navigation (1189). Il semblerait que la charte de Barberousse soit fausse, mais Hambourg a bien été déclarée port franc au XIIIe siècle et ce statut fut confirmé en 1881 après l'union douanière (Zollverein). En 1216, les deux villes fusionnèrent. Hambourg participa à la Hanse pour s'imposer grâce à elle sur les marchés étrangers et supplanta Lübeck au XVIe siècle. Elle possédait dès les XVIe – XVIIe siècles, un Code de commerce, une Bourse et une banque, et elle établit une ligne de navigation directe avec l'Amérique. Elle ne cessa de se développer jusqu'à la Révolution et fut gravement atteinte par les guerres napoléoniennes.
Dès le Moyen Âge, le rôle du port de Hambourg a été essentiel dans l'histoire et la croissance de la ville comme métropole régionale du nord de l'Allemagne. Hambourg a été ainsi avec Lübeck, une pionnière de la création de la Ligue hanséatique (la Hanse), à l'origine du développement du commerce dans le Nord de l'Europe dès 1241.
Éclipsé pendant un temps par les ports du Benelux, Hambourg reconquiert de nos jours une place de choix dans le complexe portuaire nord européen. La réouverture des économies d'Europe de l'Est et la croissance des échanges chinois ont relancé Hambourg plus que tout autre port européen.
Désormais, troisième port continental, Hambourg affronte avec ambition l'avenir alors même que les limites se profilent (tirant d'eau de l'Elbe, concurrence de Wilhelmshaven, bataille intermodale).
Au-delà de la place portuaire, Hambourg représente aussi l'un des lieux majeurs du shipping (trafic maritime) international avec ses armements et ses institutions financières. Ainsi, la vieille cité hanséatique a réussi à préserver les deux piliers de son identité et de son économie, un port de rayonnement continental et une place d'affaire d'envergure mondiale.
Au fil des siècles, le port s'est déplacé par rapport à la ville : au XIIIe siècle, il se trouvait au centre de la ville, alors qu'aujourd'hui, il est en aval de celle-ci. Des terre-pleins ont été construits afin de développer le port. L'ancien port (Speicherstadt) était constitué de greniers pour toutes sortes de marchandises, puis il s'est transformé en un simple grenier pour les petites marchandises comme les ordinateurs et les tapis.

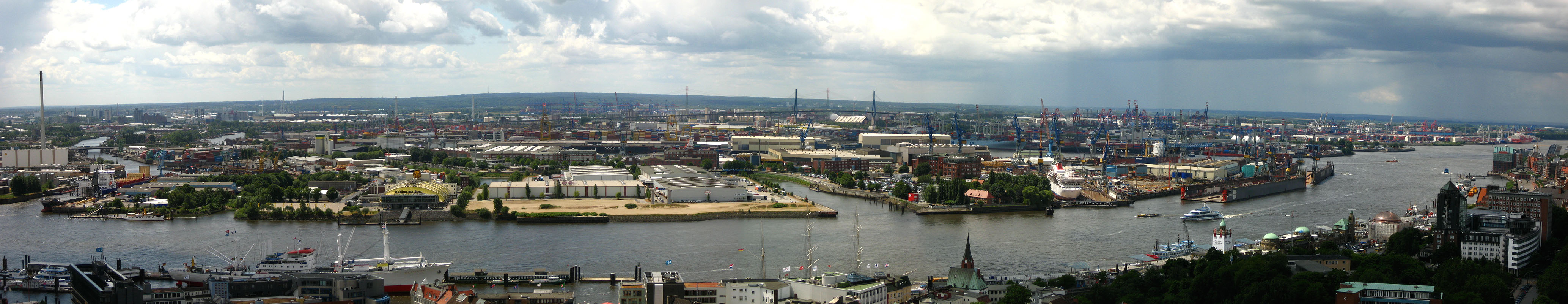
Panorama sur l'Elbe et les ports de Hambourg.

## Statistiques

### Trafic portuaire

#### en 2006
Avec un peu plus de 135 millions de tonnes (135,3) de marchandises échangées en 2006, le port de Hambourg a connu une des plus fortes croissances en Europe (+ 7,6 %). Il reste ainsi au 22e rang mondial par trafic total de marchandises. C'est surtout sa spécialisation en tant que grand terminal à conteneurs qui explique ce dynamisme. Il est en effet avec 8 862 000 EVP, le 9e port à conteneur du monde et le 2e européen, toujours derrière Rotterdam mais devançant son rival, Anvers.

#### Développement du transbordement des conteneurs
| Année | Chiffre d'affaires total en Mio. [t] | Trafic de colis de détail, total en Mio. [t] | Trafic de conteneurs en Mio. [t] | Trafic de conteneurs en Mio. TEU | Degré de conteneurisation (Pourcentage du colis de détail) | Trafic de vrac en Mio. [t] |
| ----- | ------------------------------------ | -------------------------------------------- | -------------------------------- | -------------------------------- | ---------------------------------------------------------- | -------------------------- |
| 1888  | 6,3                                  |                                              |                                  |                                  |                                                            |                            |
| 1913  | 25,5                                 |                                              |                                  |                                  |                                                            |                            |
| 1933  | 19,6                                 |                                              |                                  |                                  |                                                            |                            |
| 1967  | 35,4                                 | 11,5                                         |                                  |                                  | 0,86 %                                                     | 23,9                       |
| 1977  | 51,5                                 |                                              |                                  |                                  | 26,0 %                                                     | 44,9                       |
| 1980  | 63,1                                 | 18,1                                         | 6,9                              | 0,800                            | 38,1 %                                                     | 44,9                       |
| 1990  | 61,4                                 | 28,6                                         | 20,3                             | 1,969                            | 68,6 %                                                     | 32,8                       |
| 2000  | 85,1                                 | 48,7                                         | 45,3                             | 4,240                            | 93,1 %                                                     | 36,4                       |
| 2001  | 92,4                                 |                                              |                                  | 4,690                            |                                                            |                            |
| 2002  | 97,6                                 |                                              |                                  | 6,10                             |                                                            |                            |
| 2003  | 106,3                                | 66,9                                         | 64,3                             | 6,138                            | 96,1 %                                                     | 39,4                       |
| 2004  | 114,5                                | 76,7                                         | 74,0                             | 7,003                            | 96,5 %                                                     | 37,8                       |
| 2005  | 125,7                                | 85,8                                         | 83,0                             | 8,100                            | 96,8 %                                                     | 40,0                       |
| 2006  | 134,9                                | 92,1                                         | 89,5                             | 8,862                            | 97,2 %                                                     | 42,7                       |
| 2007  | 140,4                                | 98,7                                         | 95,8                             | 9,890                            | 97,1 %                                                     | 41,7                       |
| 2008  | 140,4                                | 97,9                                         | 95,1                             | 9,737                            | 97,1 %                                                     | 42,5                       |
| 2009* | 110,4 (–21,4 %)                      | 73,6 (–24,8 %)                               | 71,2 (–25,1 %)                   | 7,008 (–28,0 %)                  | 96,7 %                                                     | 36,8 (–13,4 %)             |
| 2010* | 121,1 (+10,0 %)                      | 80,9 (+9,9 %)                                | 78,4                             | 7,896 (+12,7 %)                  | 96,8 %                                                     | 40,3                       |
| 2011* | 132,2 (+9,1 %)                       | 92,6 (14,4 %)                                | 90,1 (15 %)                      | 9,000 (+14,2 %)                  |                                                            | 39,6 (-1,6 %)              |

### Évolution
| Trafic                                                              | 2002   | 2003    | 2004    | 2005  | 2006  |
| Trafic total (en millions de tonnes de marchandises)                | 98,272 | 106,536 | 114,484 | 125,7 | 135,3 |
| Trafic de conteneurs (en millions d'EVPs = Equivalents Vingt Pieds) | 5,374  | 6,138   | 7,003   | 8,086 |       |

| Types de chargement    | Unités        | 2012                 |
| ---------------------- | ------------- | -------------------- |
| Vrac liquide           | Tonnes        | 14 113 000           |
| Pétrole brut           | Tonnes        | 4 390 000            |
| Produits raffinés      | Tonnes        | 6 899 000            |
| Autres liquides        | Tonnes        | 2 823 000            |
| Vrac solide            | Tonnes        | 25 327 000           |
| Céréales               | Tonnes        | 1 838 000            |
| Fourrage et oléagineux | Tonnes        | 4 351 000            |
| Charbon                | Tonnes        | 5 177 000            |
| Minerai de fer         | Tonnes        | 9 154 000            |
| Autres solides         | Tonnes        | 2 392 000            |
| Marchandises diverses  | Tonnes        | 91 498 000           |
| Conteneurs             | Tonnes et EVP | 89 408 000 8 863 896 |
| Autres cargaisons      | Tonnes        | 2 091 000            |
| Total                  | Tonnes        | 130 938 000          |
| Passagers              | Personnes     | 430 329              |

### Activité économique
10 000 employés travaillent au port, qui générait un chiffre d'affaires annuel de 44,4 millions d'euros en 2004[réf. nécessaire].
Avec le développement du port, la structure et la signification du travail se sont entièrement développés.
Le métier des dockers, au XIXe siècle. Un travail artisanal exercé par les anciens marins, s'est changé avec l'industrialisation en travail à part entière avec beaucoup de techniques à partir du XXe siècle. Aujourd'hui plus de 150 000 emplois directs à Hambourg et dans sa région.

## Culture et tourisme

### Marché au poisson

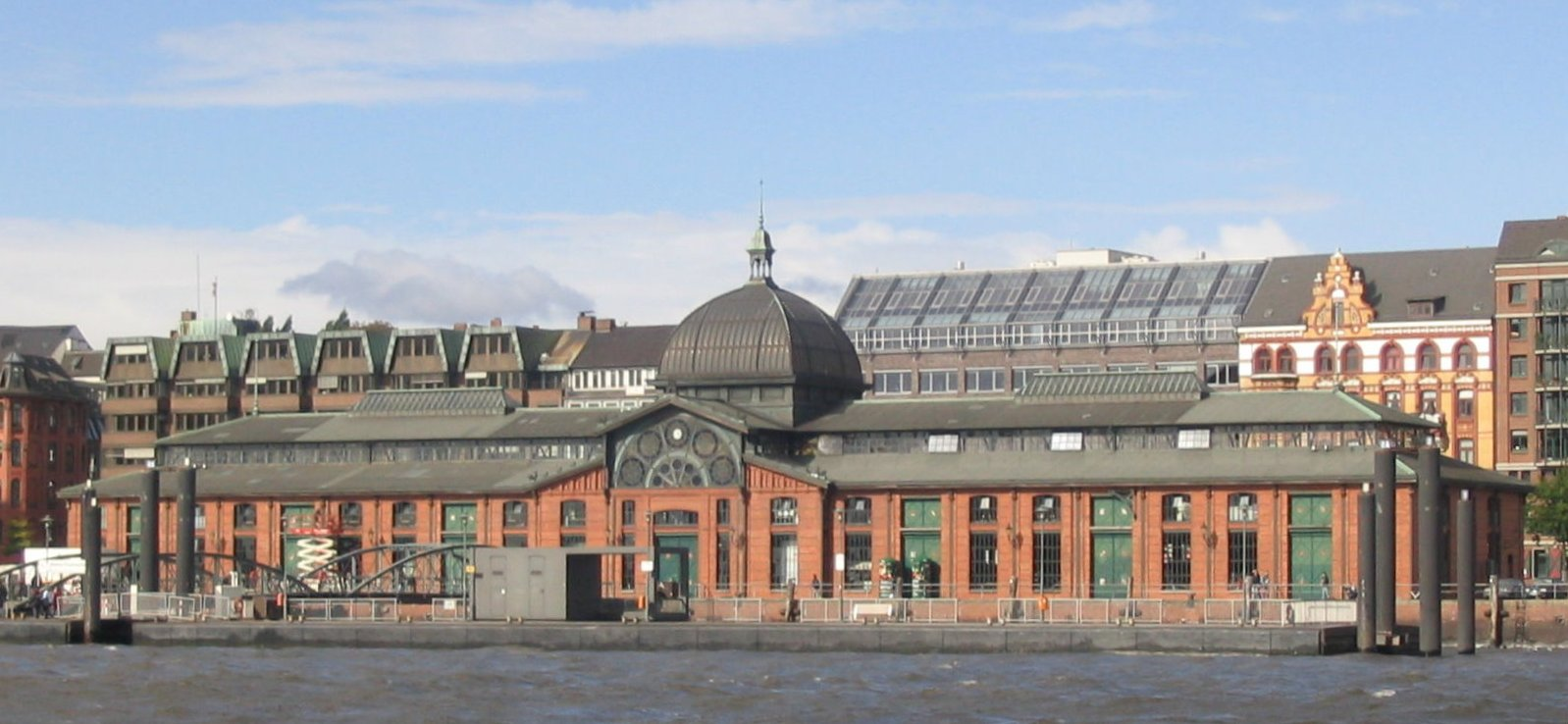
Marché aux poissons.

Depuis 1703, le marché au poisson attire un grand nombre de personnes et offre à peu près tout ce qu'il est possible de vendre, de la théière en porcelaine à la famille de canards. Érigé entre 1895 et 1896, il est situé au Fischauktionshalle, dans Hambourg-Altona, sur le bord de l'Elbe. Il est restauré en 1984 et placé dans la protection des monuments historiques.

### Quartier des entrepôts
Situé entre les Deichtorhallen et le Baumwall, le Speicherstadt est le centenaire quartier des entrepôts et le plus grand ensemble d'entrepôts du monde. À l'intérieur, sont stockées des marchandises de valeur, telles que les épices, le café, le cacao, le thé, des ordinateurs, du tabac et le plus grand stock de tapis d'Orient au monde. Derrière les murs épais se cache aussi une idylle romantique, entre canaux, édifices en briques de style gothique, pignons et tourelles.
Des visites guidées expliquent comment le travail se faisait traditionnellement autrefois et comment il s'effectue aujourd'hui. Le musée "Hamburg Dungeon" est un lieu où vous pourrez découvrir l'histoire de Hambourg.

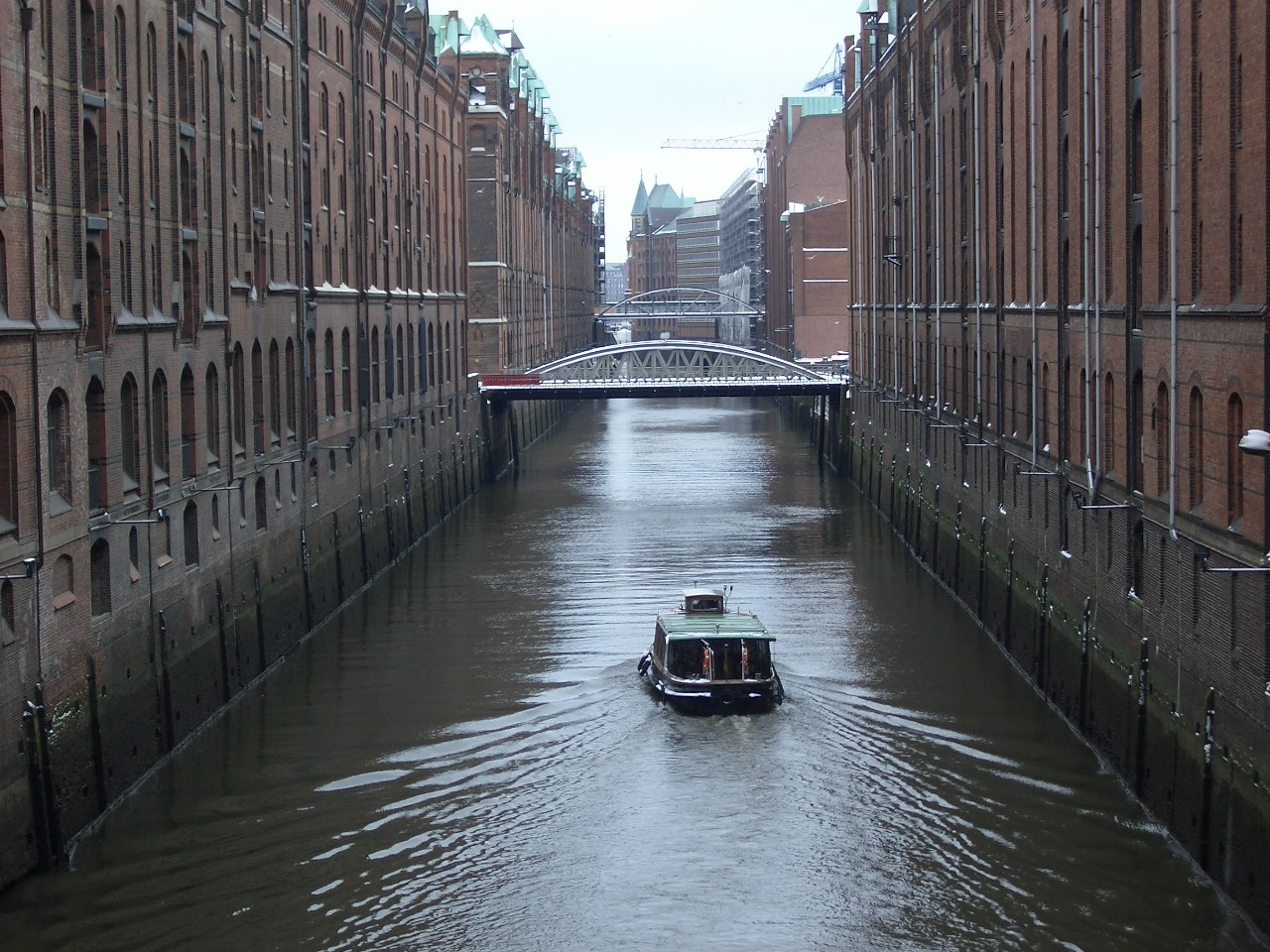
Quartier des entrepôts.

### Vieux tunnel sous l'Elbe
Près des débarcadères de Sankt Pauli se trouve la machinerie de quatre grandes cages d'ascenseur qui, depuis 1911, transportent hommes et véhicules à presque 24 mètres de profondeur, où deux tunnels mènent ensuite à la rive sud de l'Elbe, vers Steinwerder.

### Blankenese
L'ancien village de pêcheurs au bord de l'Elbe est un lieu d'excursion apprécié. Ruelles pittoresques, escaliers tortueux et maisonnettes serrées les unes aux autres invitent à faire une promenade agréable. La rue Bahnhofstraße ressemble à elle seule à un concentré de petite ville, avec son église, son marché hebdomadaire, de nombreux commerces bien achalandés, des restaurants et des cafés. Un circuit du port permet aux touristes de profiter de Blankenese au fil de l’eau.

## Un port en pleine mutation
Le port de Hambourg est en expansion. Sa position à l'extrémité du rail nord-européen en fait la plate-forme dominante pour la desserte de la Scandinavie et il dispose d'un vaste hinterland en Allemagne et en Europe centrale.
Un vaste chantier immobilier a été entrepris sur le port : Hafencity, certainement le projet le plus ambitieux d'Europe. À partir de 2010, la Elbphilharmonie prend naissance, construite sur le toit d'un entrepôt.

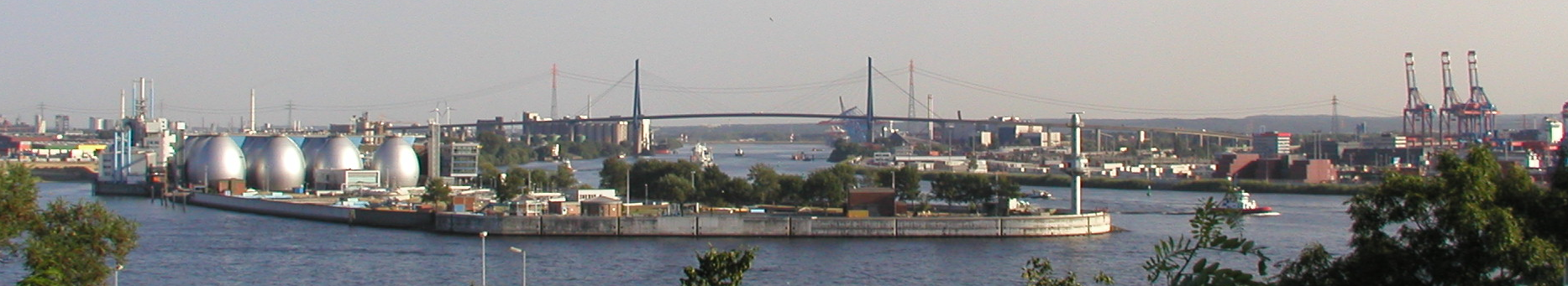
Le port de Hambourg en 2006 vu depuis Altona

## Population active
Le nombre d'employés dans le port, depuis les années 1900, a continuellement baissé. Au cours des dernières années, il a eu tendance à augmenter légèrement.

## Galerie

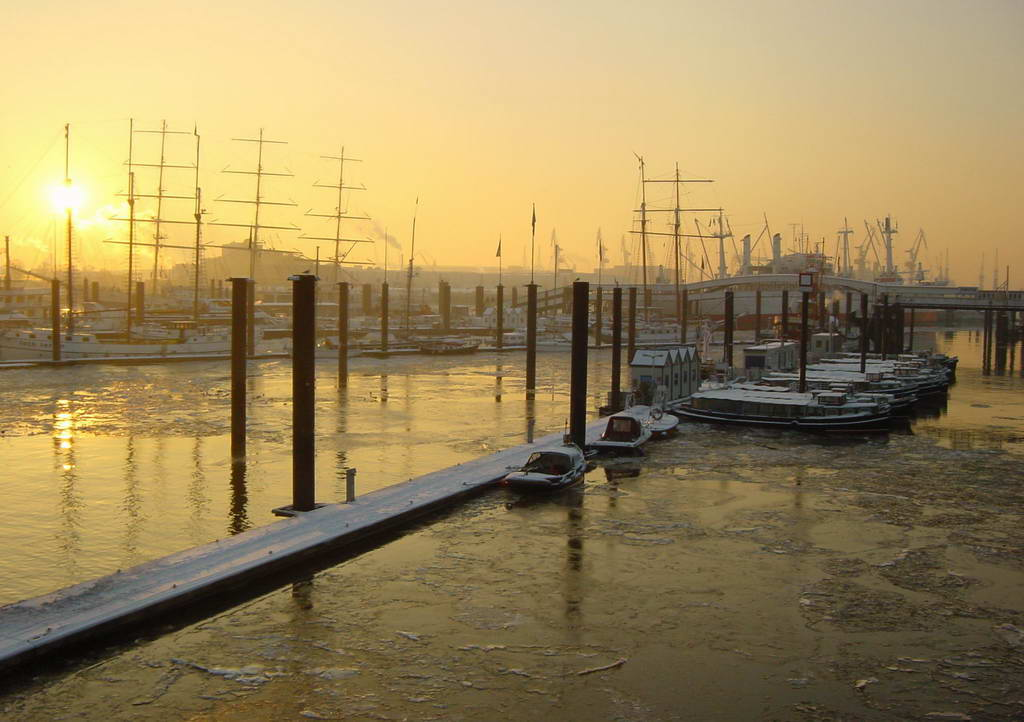
En hiver
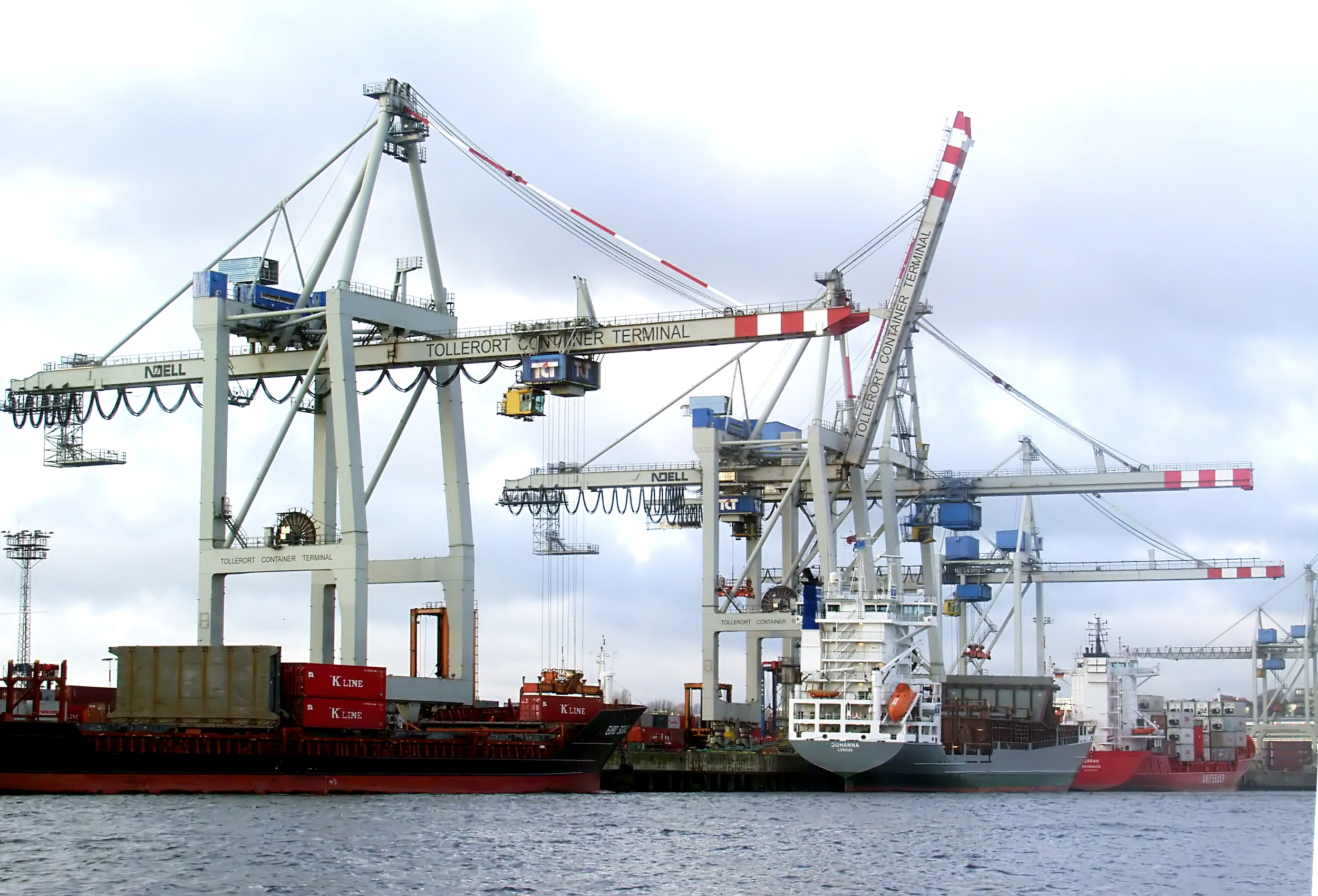
Terminal de conteneurs
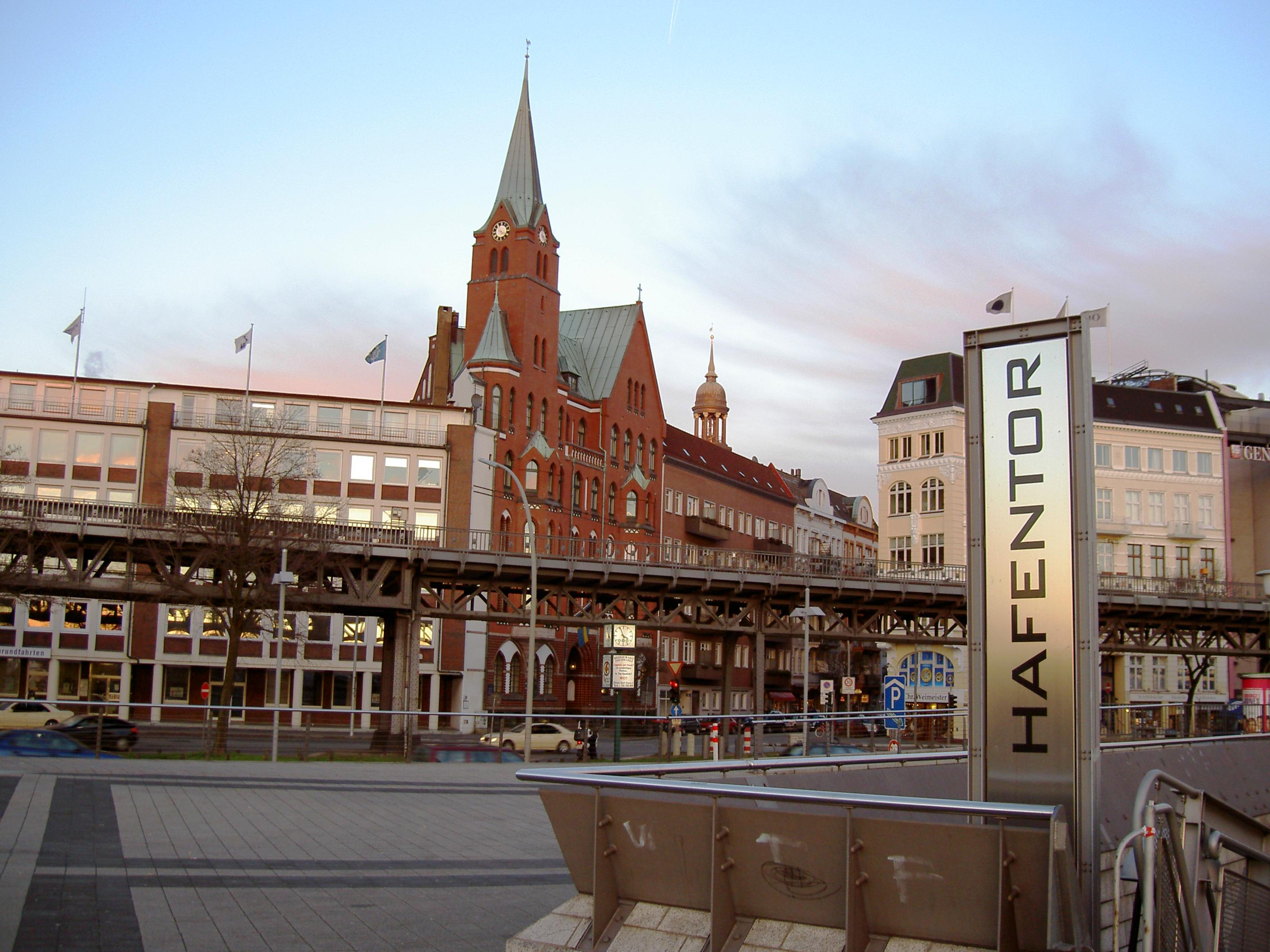
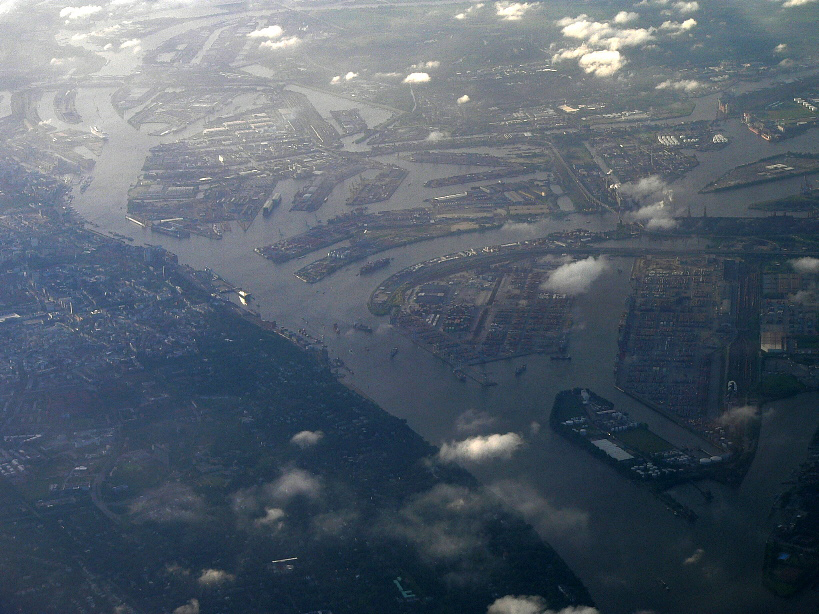
Vue aérienne
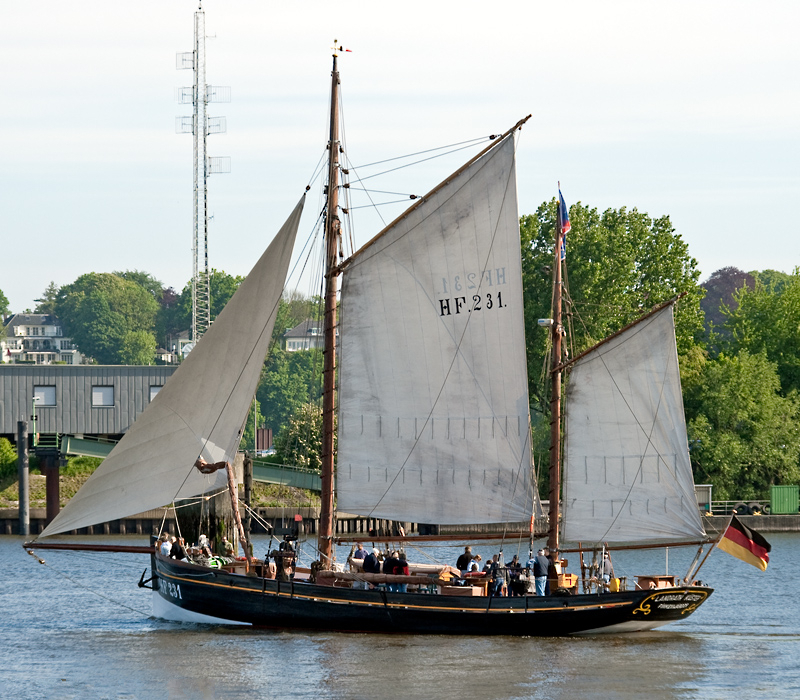
Le Landrath Küster